# Jorge Alessandri
Jorge Eduardo Alessandri Rodríguez (Santiago de Chile, 19 de mayo de 1896-ibídem, 31 de agosto de 1986) fue un ingeniero, político, empresario y dirigente gremial chileno, miembro de una familia de destacada figuración pública. Se desempeñó como presidente de la República —siendo el último nacido en el siglo XIX— durante el periodo entre 1958 y 1964.
Desde muy joven tuvo una temprana figuración pública, siempre presentándose como candidato independiente. Entre 1926 y 1930 fue electo diputado por Santiago, para luego ser presidente de la Caja de Crédito Hipotecario (CCH) entre 1932 y 1938. Tras el triunfo de Pedro Aguirre Cerda se dedicó a la actividad empresarial como presidente de la Compañía Manufacturera de Papeles y Cartones (CMPC).
Durante el gobierno de Gabriel González Videla, entre 1947 y 1950, fue designado como ministro de Hacienda, pero después de una aguda crisis política y social debió salir del gabinete y regresó a sus funciones empresariales y gremiales como presidente de la Confederación de la Producción y el Comercio (CPC), la máxima organización empresarial del país.
Su figura se alzó con fuerza tras el debilitamiento de los partidos de derecha y el éxito inicial del ibañismo en 1952. Así Alessandri, aunque siempre ligado a su tendencia independiente, se transformó en una figura importante dentro de la oposición. En mayo de 1957 fue elegido senador por Santiago y en 1958 resultó electo presidente de la República, con el apoyo del Partido Liberal (PL) y el Partido Conservador (PCon), terminando —tras veinte años— con el predominio político del centro y la izquierda.
Durante su gobierno aplicó un activo programa económico y social y enfrentó los efectos del terremoto de 1960. A pesar de esta dificultad, apoyó la realización del Mundial de fútbol de 1962 que dio un fuerte impulso a la naciente televisión, medio de comunicación que propició fervientemente. En el plano internacional se alineó con Estados Unidos, tras el triunfo de la Revolución Cubana en 1959 y aplicó algunas de las reformas impulsadas por la Alianza para el Progreso como una limitada Reforma Agraria a través de la ley N.° 15.020 promulgada en 1962.
Luego de una corta etapa de bonanza económica caracterizada por su política de control de la inflación que incluyó la sustitución del peso por el escudo y la fijación del tipo de cambio, se inició un período de crisis financiera que obligó a devaluar la moneda en 1961, lo que provocó una gran efervescencia social en contra de las medidas impuestas por su gobierno.
Al concluir su mandato volvió a sus funciones empresariales. Sin embargo, en 1970, la derecha agrupada en el Partido Nacional (PN) desde 1966, lo alzó nuevamente como candidato presidencial, elección en la que salió segundo, detrás del socialista Salvador Allende.
Después del golpe militar de 1973, Alessandri fue nombrado miembro del Consejo de Estado, al cual renunció poco antes de la entrada en vigencia de la Constitución Política de 1980. Posteriormente, regresó a la vida privada y a la presidencia de la Compañía Manufacturera de Papeles y Cartones hasta su muerte a causa de un derrame cerebral en 1986.

## Juventud y estudios

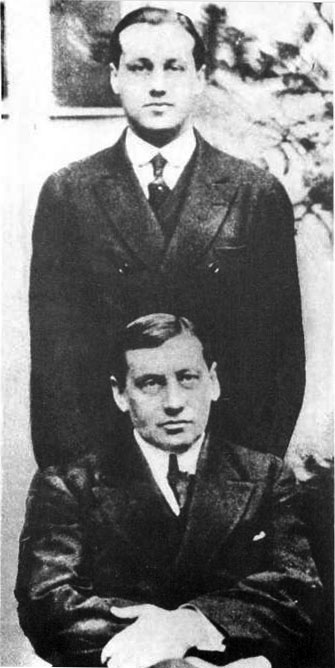
Jorge Alessandri (de pie) y su padre Arturo en 1920

Nació el 19 de mayo de 1896 en Santiago de Chile. Hijo de Arturo Alessandri Palma, dos veces presidente de la República (1920-1925, 1932-1938), y de Rosa Ester Rodríguez Velasco, siendo el segundo de ocho hermanos, entre ellos el jurista Arturo, y los diputados y senadores; Eduardo y Fernando.
Realizó su enseñanza escolar en el Instituto Nacional. Terminada su educación secundaria, ingresó a la Escuela de Ingeniería de la Universidad de Chile, donde se graduó de ingeniero civil en 1919. Acompañó a su padre en los tiempos de persecución y exilio. En el ámbito laboral, fue profesor de la cátedra "resistencia de materiales" en la Escuela de Ingeniería Civil de su casa de estudios. Además, ejerció en la Dirección de Obras Públicas (DOP) del Ministerio de Obras Públicas y como ingeniero en el Departamento de Inspección de la Empresa de los Ferrocarriles del Estado (EFE), cargo al que renunció en abril de 1926.  En 1931, tuvo a su cargo la Dirección de Pavimentación Comunal de Santiago.
A partir de ese mismo año, se integró a la empresa privada y fue presidente de la Caja Hipotecaria. También, fue ingeniero en la Sociedad de Quinteros y gerente de la Compañía Carbonífera de Lebu. Fue jefe de bienestar y desde 1939, presidente de la Compañía Manufacturera de Papeles y Cartones (CMPC). Además, presidió la Central Nacional de Distribución (CENADI), fue director de la Compañía Refinería de Azúcar de Viña del Mar (CRAV), y dirigió la Cámara Central de Comercio y la Sociedad Industrial Pizarreño. A eso, se suma la vicepresidencia del Banco Sud Americano, la presidencia de la Sociedad Ferrocarril del Llano de Maipo y la presidencia de la Corporación de Ventas de Salitre y Yodo (Covensa).

## Carrera política
Su primera participación en la política activa la tuvo en 1925, a los veintinueve años de edad, al ser elegido diputado independiente en las elecciones parlamentarias de ese año por la Séptima Circunscripción Departamental de Santiago, para el periodo legislativo entre 1926 y 1930. Integró la Comisión Permanente de Vías y Obras Públicas y fue autor de las leyes que permitieron la pavimentación de Santiago, estableciendo un plan regulador que limitaba el radio urbano de la capital.
A causa de la enemistad del general Carlos Ibáñez del Campo con su padre, Jorge Alessandri fue encarcelado en 1927, para luego ser enviado al destierro con gran parte de su familia. Regresó en 1931 tras la caída del régimen de Ibáñez. Al año siguiente fue nombrado por el presidente interino Juan Esteban Montero presidente de la Caja de Crédito Hipotecario, aunque renunció cuando Carlos Dávila tomó el poder después de un golpe de Estado. Tras el regreso de su padre a La Moneda fue repuesto en el cargo, que ejerció hasta 1938.
Luego de su paso por el Congreso Nacional, se retiró de la vida pública y se dedicó a la actividad empresarial privada, llegando a ser presidente de la Compañía Manufacturera de Papeles y Cartones (CMPC) de Puente Alto.
En 1944 fue elegido presidente de la Confederación de la Producción y del Comercio (CPC), cargo que debió dejar en 1947, por su reingreso a la arena política. Ese año, durante la presidencia de Gabriel González Videla, específicamente el 2 de agosto, se desempeñó como ministro de Hacienda, logrando controlar el problema de la inflación, que cayó del 37 % al 17 %, por medio de recortes salariales, aunque ello produjo agitaciones sociales que hicieron caer el gabinete en 1950, mismo año en que reasume como presidente de la CPC. Dejó la titularidad del ministerio el 7 de febrero de 1950.
Aun cuando conservó celosamente su independencia política llegó a ser una de las figuras señeras con las que se identifica la centro-derecha. En las elecciones parlamentarias de 1957 fue elegido senador por la Cuarta Agrupación Provincial de Santiago, periodo 1957-1965.
Candidato en la elección presidencial de 1958, se presentó bajo la imagen de una figura apolítica e independiente, aunque apoyado por los partidos Conservador Unido y Liberal, además de otros sectores menores. Venció en las elecciones con un 31,2 % de los votos (389 909), siendo ratificado su triunfo en el congreso pleno gracias al apoyo radical, por lo que asumió la presidencia el 3 de noviembre de 1958. Al asumir, debió dejar el escaño parlamentario, siendo reemplazado en el Senado el 11 de marzo de 1959, por Roberto Wachholtz Araya, quien triunfó en la elección complementaria realizada el 11 de enero.

## Presidencia (1958-1964)

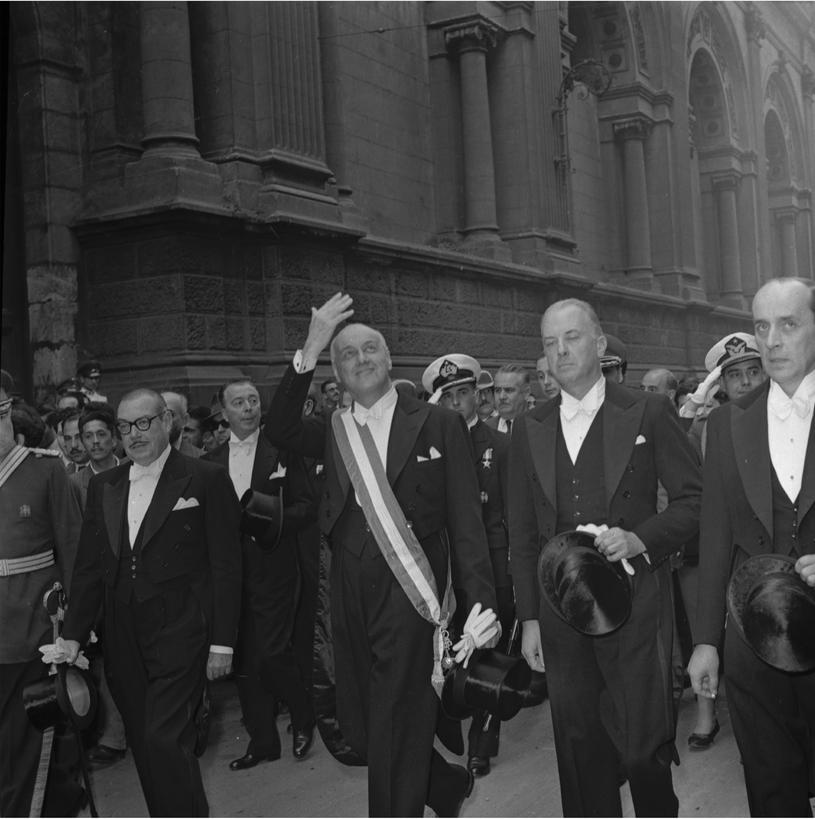
Alessandri, acompañado de altas autoridades, camino a la catedral.

Sostenía que Chile, para superar el subdesarrollo, sólo necesitaba una buena administración. Fue presidente de Chile desde 1958 hasta 1964.
Esta sería la «gerencia para Chile», al estilo del sector privado. Y siguiendo esta idea se rodeó de un equipo técnico formado por abogados (ministerios de Justicia, Relaciones Exteriores e Interior), ingenieros (Obras Públicas) y médicos (Salud Pública y Previsión Social). Gobernaría con la derecha, que llevaba veinte años alejada del poder, durante todo su sexenio.

### Primeras medidas
Los primeros años fueron exitosos; la gerencia parecía la solución de los problemas de Chile: Alessandri ordenó el gasto público, saneó los presupuestos e inició un vasto plan de obras públicas y construcción de viviendas. Para esto último incentivó la inversión privada al crear la SINAP (Sistema Nacional de Ahorro y Préstamo) y la vivienda económica, que estimuló la compra de casas de la clase media y alta, y para los sectores populares el estado, a través de la Corporación de la Vivienda (Corvi), creó 80 000 casas-habitación. Impulsó la modernización del país, especialmente en cuanto a transportes y telecomunicaciones, para albergar la Copa Mundial de Fútbol de 1962, que inauguró en el Estadio Nacional en Santiago —cuya construcción fue ordenada por su padre—.
Cambió la moneda de peso a escudo y se fijó el dólar, lo que sirvió para controlar la inflación. Asimismo, aplicó una reforma tributaria en 1963, creó la Empresa de Comercio Agrícola (ECA) y fomentó notablemente la pesca y las industrias derivadas.
Pero sus iniciales éxitos económicos no tuvieron una acción paralela en el campo burocrático, no existiendo ningún ánimo de renovar la institucionalidad creada en los gobiernos anteriores.

### Terremoto de 1960
Los malos tiempos comenzaron en 1960. El 21 de mayo, mientras Alessandri leía su cuenta anual a  manos en la nación ante el congreso pleno, una seguidilla de terremotos sacudió el país y, el día siguiente, a las 15 horas, un terremoto aún más devastador acompañado de maremotos destruyó la zona sur del país.
La reparación costaría 422 millones de dólares. El gobierno de los Estados Unidos prometió ayuda económica, pero tras la asunción del presidente John F. Kennedy se anunció que la ayuda no se entregaría de forma directa sino a través del programa Alianza para el Progreso.
Como consecuencia de las elecciones parlamentarias de 1961 y la disminución de parlamentarios de derecha que lo apoyaban, Alessandri perdió la posibilidad de vetar las leyes que pudiera aprobar el Congreso con los votos de sus opositores (la Democracia Cristiana y el Frap), por lo que se vio obligado a pactar con el Partido Radical y reformar su gabinete tecnocrático reemplazándolo por uno mucho más político. Aun así, seguía en desventaja en el Parlamento.
Integró a Chile en la Alianza para el Progreso, que pedía reformas estructurales a los países que requirieran esta ayuda, incluida la reforma agraria, por lo que en 1962 promulgó la primera ley de este tipo. Dicha ley, que se limitó a repartir tierras de propiedades estatales a los campesinos y fue conocida coloquialmente como la reforma del macetero, implicó la creación de la Corporación de la Reforma Agraria (Cora) y del Instituto de Desarrollo Agropecuario (Indap).
En 1963, Alessandri se vio involucrado en la polémica desatada en torno al caso del Chacal de Nahueltoro, un asesino rehabilitado que había ganado el aprecio de la opinión pública, ya que se solicitó lo indultara para así librarlo de la pena capital, pero el presidente se negó, con lo que aumentó su impopularidad entre los sectores más liberales de la sociedad chilena de la época.

### Política exterior

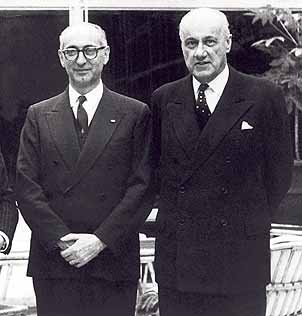
Alessandri con su par argentino Arturo Frondizi (1961).

En el orden internacional, Alessandri debió enfrentar conflictos limítrofes con Argentina (zona de Palena) y con Bolivia (aprovechamiento de las aguas del río Lauca). Chile se adhirió al Tratado de Montevideo y pasó a formar parte de la Asociación Latinoamericana de Libre Comercio (Alalc), en 1960.
Asimismo,  su gobierno formuló una política para la reducción de armamentos en América Latina, y otra tendiente a declarar el continente una zona desnuclearizada; estableció relaciones diplomáticas con los nuevos estados independientes de África y Asia; y en cumplimiento de un acuerdo mayoritario de la Organización de Estados Americanos (OEA), rompió relaciones diplomáticas con el gobierno de Cuba, en 1964.
Realizó una visita oficial a Estados Unidos y a varios países de América Latina.
En 1959, recibió las visitas de la duquesa de Kent Marina de Grecia y su hija, la princesa Alejandra de Kent; la ministra de Relaciones Exteriores de Israel, Golda Meir, y el ministro de Asuntos Culturales de Francia, André Malraux. Bajo su mandato recibió las visitas de distintos líderes políticos del mundo, como los presidentes Dwight Eisenhower (Estados Unidos), Arturo Frondizi (Argentina), João Goulart (Brasil), Heinrich Lübke (Alemania Federal), Adolfo López Mateos (México), Charles de Gaulle (Francia), el mariscal Josip Broz Tito (Yugoslavia), Nobusuke Kishi (Japón), el duque de Edimburgo y el político estadounidense Adlai Stevenson, entre otros líderes mundiales.

### Final de su mandato

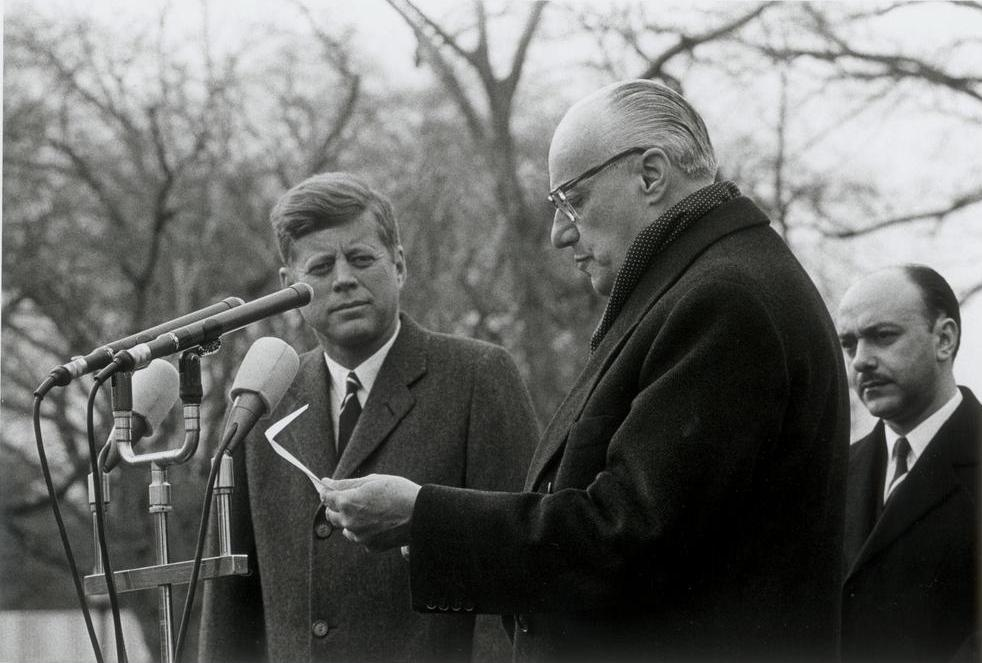
Alessandri junto al presidente de Estados Unidos John F. Kennedy (1962).

Al final de su gobierno, Alessandri propuso al Congreso Nacional reformas constitucionales. Ya no pensaba que era la "gerencia" de Chile la salvación del país, ahora hablaba de que Chile necesitaba un cambio estructural, el cual la reforma a la carta perseguía.
Pero esta idea fue rechazada por el Partido Radical, que temía que dentro de la discusión de las reformas se incluyera la reelección del presidente, boicoteando el camino de su propio candidato, Julio Durán. Estas reformas incluían la potestad del presidente de disolver la Cámara de Diputados y llamar a elecciones una sola vez durante su mandato, dejar a la Cámara de Diputados como la única fiscalizadora e integrar el parlamento con senadores designados y expresidentes.

## Vida pública después de su gobierno

### Elección presidencial de 1970
El 3 de noviembre de 1965, en la prensa se publicó una carta, respaldada por 900 firmas, donde se dirigían a Alessandri para analizar la realidad general y destacar su acción pública, iniciándose así su segunda candidatura presidencial.
Publicando en la prensa en septiembre de 1968, un Manifiesto al país —suscrito por Guillermo Feliú Cruz, historiador; Hugo Gálvez Gajardo, exministro; Adolfo Silva Henríquez, agricultor; Jaime Guzmán Errázuriz, dirigente universitario; Eduardo Boetsch García-Huidobro, ingeniero; y Jorge Délano Frederick, periodista— solicitaba adhesiones para propiciar la candidatura presidencial de Jorge Alessandri. Parte de los redactores de dicho manifiesto posteriormente crearían el Movimiento Independiente Alessandrista (MIA), que serviría de soporte a su campaña presidencial.

Emblema de campaña de Jorge Alessandri en 1970, formado por las letras A y V («Alessandri volverá»).

Aunque Alessandri se mantuvo al margen de la actividad pública, permaneció continuamente interesado en su curso. «He percibido, así forzosamente, el rumor creciente de la marea del descontento, la desesperanza y la inquietud, productos inevitables de las justas aspiraciones despertadas pero insatisfechas».
Alessandri volvió a postular al alto cargo en la elección presidencial del 4 de septiembre de 1970, y durante su campaña no se presentó en los dos primeros episodios que correspondían a su candidatura en el programa político Decisión 70 de TVN, siendo exhibido un largometraje en su reemplazo. Además, en uno de los episodios correspondientes a su candidatura, se presentaba a Alessandri visiblemente cansado (producto de una gira realizada por las provincias de Atacama y Coquimbo) y con un temblor de manos cuando sostenía objetos en el aire; estos hechos generaron el postulado de sus opositores de que Alessandri estaría en una edad muy avanzada para poder gobernar.. La elección presidencial dio los siguientes resultados: Salvador Allende: 36,6 %, Alessandri: 34,9 % y Radomiro Tomić: 27,8 %. La confianza de los alessandristas se convirtió en miedo a un gobierno socialista, mientras los allendistas e incluso varios demócratacristianos salían a la calle a expresar su alegría.
Como ninguno obtuvo la mayoría requerida, fue el Congreso Nacional el que, de acuerdo a la Constitución de entonces, debió determinar al ganador. La votación, en la que participaron 195 parlamentarios, se realizó el 24 de octubre; el recuento lo anunció el secretario Cámara de Diputados, Pelagio Figueroa: Salvador Allende, 153 votos; Jorge Alessandri, 35; en blanco, 7.

### Papel de Alessandri en la dictadura militar y últimos años

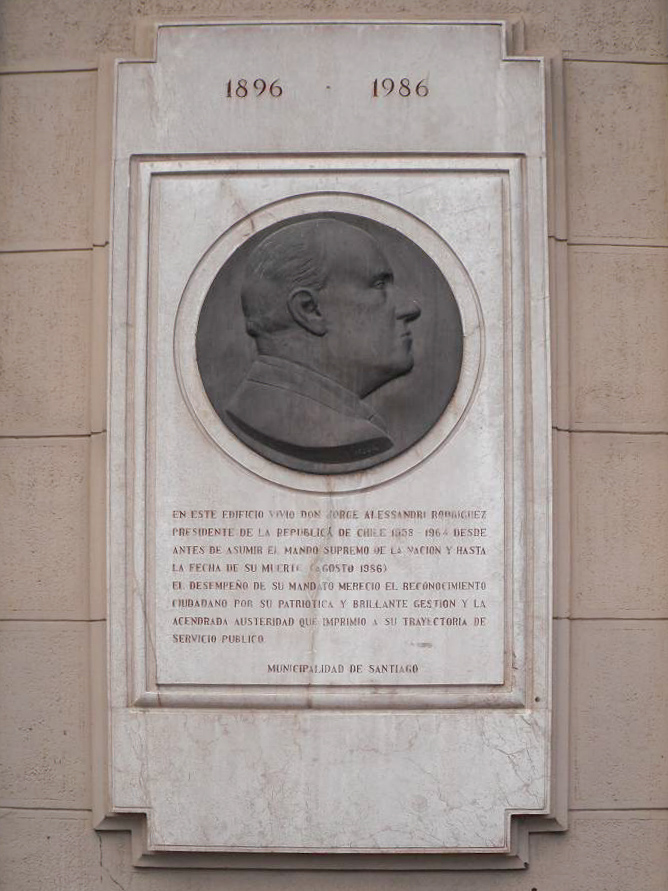
Placa en el edificio donde vivió Alessandri, a un costado de la plaza de Armas.

Luego del golpe de Estado que derrocó a Allende, colaboró con la dictadura militar en el Consejo de Estado que intervendría en la forma definitiva del proyecto de nueva constitución iniciado por la Comisión Ortúzar.
Alessandri renunció al Consejo de Estado el 12 de agosto de 1980, después de que el 8 del mismo mes la Junta de Gobierno aprobara un texto en el que se había borrado más de la mitad de lo que había escrito modificando el texto de la citada comisión; la nueva constitución fue ratificada en un plebiscito al mes siguiente, el cual ha sido cuestionado sobre su legitimidad debido a la inexistencia de registros electorales ya que estos habían sido destruidos en julio de 1974.
Posteriormente, Jorge Alessandri se retiró a la vida privada, manteniendo hasta su muerte el cargo de presidente de las Empresas CMPC.
Su salud comenzó a deteriorarse el 22 de enero de 1984, cuando fue ingresado en el Hospital Militar de Santiago debido a un accidente cerebrovascular; el 23 de julio fue dado de alta, quedando con una hemiplejía izquierda. El 28 de agosto de 1985 volvió a ingresar al Hospital Militar producto de una complicación pulmonar, insuficiencia renal y una descompensación diabética, y luego de estar poco más de un año internado, falleció en dicho recinto asistencial el 31 de agosto de 1986 a las 21:30 (hora local) debido a un shock séptico.
Tras el retorno a la democracia y la reapertura del Congreso Nacional, la Ley 19013, publicada el 17 de diciembre de 1990, autorizó la erección de dos monumentos en su memoria en las ciudades de Santiago y Valparaíso.

## Vida personal
Durante varias décadas vivió en un departamento de 220 m² ubicado en el cuarto piso del edificio del paseo Phillips de la plaza de Armas. En su periodo como presidente, Alessandri solía ir a pie cada mañana sin escoltas desde su residencia al Palacio de La Moneda, ubicado a unas pocas cuadras de distancia.
Alessandri se mantuvo soltero durante toda su vida, y salvo supuestos amoríos que habría mantenido con la mujer de un empresario y con Laura Allende (hermana de Salvador Allende), además de los rumores que lo vincularon a la actriz Silvia Piñeiro, no tuvo pareja conocida. Esta circunstancia alimentó rumores sobre su orientación sexual, cuestión que fue aprovechada por sus adversarios políticos, con mayor fuerza durante la campaña de la elección presidencial de 1970; así, se aludió sobre la supuesta homosexualidad de Alessandri tanto en concentraciones públicas —mediante cánticos como «A Alessandri cuando guagua se le dio vuelta el paragua»—, como en los periódicos de izquierda, particularmente en el diario Clarín, que se refería a él indirectamente como «la Señora». Alessandri nunca se refirió a los rumores, lo que según Alberto Gamboa «fue una postura inteligente, porque no dio pie a discusiones y a líos permanentes».

## Distinciones y condecoraciones

Escudo de Jorge Alessandri como caballero de la Orden de Isabel la Católica (España).

### Condecoraciones nacionales
- Gran Maestre de la Orden de Bernardo O'Higgins ( Chile, 1958-1964).
- Gran Maestre de la Orden al Mérito de Chile ( Chile, 1958-1964).
- Como estudiante de ingeniería de la Universidad de Chile, recibió el Premio Eliodoro Gormaz, por haber tenido las más altas calificaciones durante toda la carrera. Fue miembro académico de la Facultad de Ciencias Físicas y Matemáticas.[3]
- Declarado «hijo ilustre» y distinguido con el Ancla de Oro de Antofagasta (1963).[27]

### Condecoraciones extranjeras
- Legión de Honor ( Francia).[3]
- Gran Cruz de la Orden de Carlos III ( España, 1961).[3]
- Collar de la Orden de Isabel la Católica ( España, 1969).[3]
- Comendador de la Orden de Manuel Amador Guerrero ( Panamá, 1969).[3]

## Historial electoral

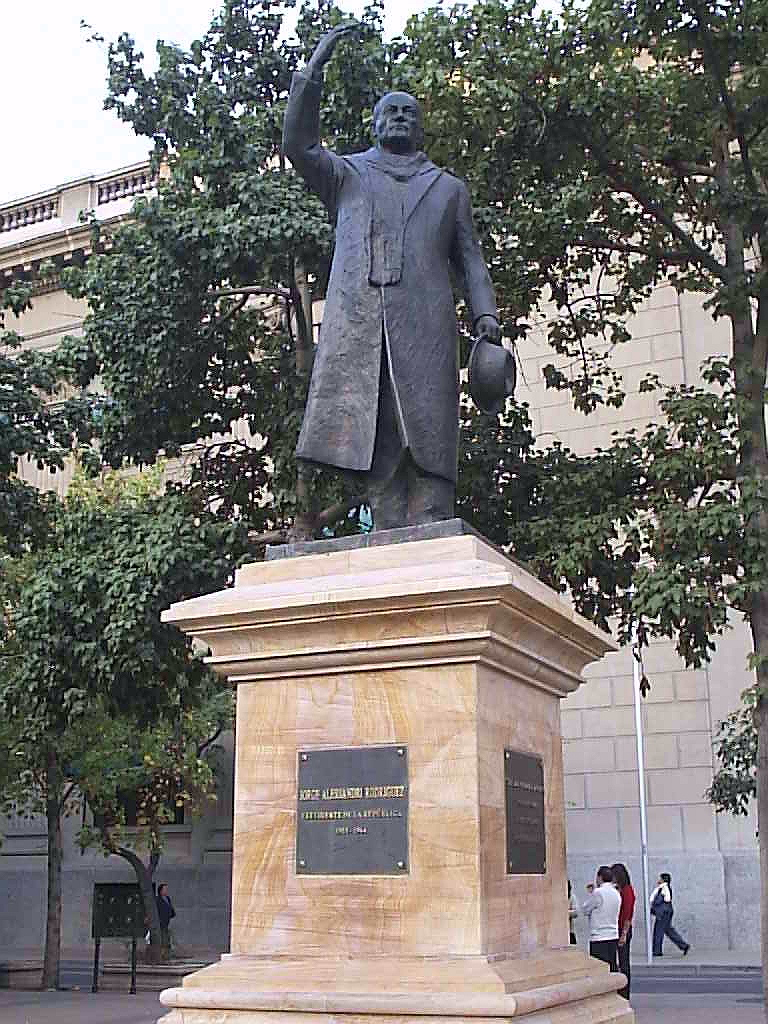
Estatua de Jorge Alessandri, obra de la escultora Francisca Cerda en la plaza de la Constitución, instalada en 1995.

### Elección presidencial de 1958
|  | 31,56 % |

|  | 28,85 % |

|  | 20,70 % |

|  | 15,55 % |

|  | 3,34 % |

### Elección presidencial de 1970
|  | 36,62 % |

|  | 35,27 % |

|  | 28,11 % |